# Svanhild Hartvigsen
Svanhild Aminda Hartvigsen, född Hansen den 23 oktober 1928, död den 12 november 2010, blev i hemlandet Norge känd som ørnejenta eftersom hon vid 3½ års ålder uppges ha blivit bortrövad av en havsörn. Örnen påstods ha flugit henne från den gård på Trøndelag-ön Leka, där hon tillfälligt vistades, till Hagafjället där hon lämpades av på en smal klipphylla under örnens näste, vilket skulle ha varit en flygtur på ungefär 1700 meter och 180 meter i höjdled. Ingen såg när bortförandet skedde och händelsen har blivit mycket omstridd.

## Bortförandet
Söndagen den 5 juni 1932 hade Svanhilds familj, som bodde på fiskeläget Hortavær, tagit sig till Leka för att gå i kyrkan. Efter gudstjänsten samlades de hos släktingar på en gård i närheten. Omkring klockan 15.30 lekte Svanhild ensam någon meter från huset, när hon plötsligt försvann. Det uppges att sökandet efter henne började redan 10 minuter sedan hon sist blivit sedd. Eftersom många hade samlats till gudstjänsten, och även manskören haft övning denna dag, var det snart ett par hundra personer som deltog i sökandet. Men det var inte förrän vid niotiden på kvällen, då allt hopp tycktes vara ute, som Svanhilds ena sko hittades mot fjällsidan till. Många erinrade sig nu att örnarna på Hagafjället hade betett sig underligt denna dag. Tidigare hade man antagit att det berodde på att de blivit skrämda av att så många var ute och ropade och letade. Nu beslöt sig några ungdomar, Karl Haug, Jentoft Svendsen och Leif Andersen, för att undersöka saken. Det tog dem en timma att ta sig över de vassa skärvstenarna som ledde fram till fjället. Sedan måste de klättra för att ta sig uppför fjällsidan. Den sista biten tycktes omöjlig att ta sig förbi, men genom att ställa sig på Haugs axlar lyckades Jentoft Svendsen ta sig upp på en smal klipphylla under örnboet. Där låg Svanhild. Hon hade krupit in i en hålighet i själva bergsidan för att, som det antogs, och som hon själv senare i vuxen ålder har uppgivit, skydda sig mot örnarnas attacker.

## Distriktsläkarens undersökning
Sedan flickan blivit räddad och hemburen, tillkallades distriktsläkare K. Fossum för att undersöka henne. Han fann att flickan var oskadd sånär som på ett skrubbsår i pannan. Hon bar fyra lager kläder, varav tre på samma ställen hade blivit genomstungna och delvis sönderrivna av, som det antogs, örnens klor. Underskjortan, närmast kroppen, var oskadd. Flickan saknade ena skon – det var den hennes räddare hade funnit innan de började söka på fjället. Den oskyddade foten var dock oskadd, och strumpan var hel och utan slitage. Alla på Leka var vid det här laget övertygade om att det måste ha varit en örn som placerat henne på klipphyllan, och efter att ha talat med flickan och fått fyndplatsen bekräftad för sig av de män som hämtat ner henne, kunde doktor Fossum, om än motvilligt, inte finna någon bättre förklaring. Vägen ansågs vara alltför oländig för att en så liten flicka skulle ha kunnat gå den själv. En av hennes räddare, Karl Haug, förstörde båda sina skor på den besvärliga vandringen medan Svanhilds oskyddade strumpa var osliten.
Svanhild blev nu också vägd med den våg som användes på gården. Det var en träbesman som doktor Fossum inte var förtrogen med och som hade två skalor, en skala för kg och en för mark och pund. Flickan blev vägd till 19 kg men senare, år 2007, har Lekas kommunläkare Jan Åke Dinesson klarlagt att om Svanhild verkligen vägde 19 kg skulle hon ha varit så gravt överviktig att hon inte ens kunnat få på sig de kläder hon bar vid tillfället. Men Svanhild var, både som barn och vuxen, en finlemmad person. Det är alltså rimligt att Fossum förväxlade skalorna, och att flickan vägde 19 skålpund, det vill säga knappt 10 kg.

## Tvivel på berättelsen
Berättelsen om hur Svanhild rövades bort av en örn har blivit internationellt uppmärksammad, men betvivlas av ornitologer, som anser en sådan händelse vara omöjlig.
Enligt Alv Ottar Folkestad, ledare för Norsk Ornitologisk Forening och Prosjekt Havørn, har både teoretiska beräkningar och experiment med att binda tyngder på fåglar klart visat att ingen örn kan lyfta stort mer än 3 kg. "Jag har forskat om havsörnar i trettio år", skriver han, "men jag har aldrig sett en havsörn släpa med sig ett tyngre byte än 3,2 kg." Att en örn skulle ha tagit Svanhild är alltså uteslutet: "Jag vill inte beskylla någon för att ljuga, men ingen kan upphäva fysikens lagar. I mina ögon råder det inte något tvivel: detta har aldrig hänt."
Bente Roestad, som år 2006 utgav boken Ørnerovet på Leka, menade dock att även ytterst osannolika händelser ibland kan inträffa: "Hagafjället är ett speciellt fjäll, vindförhållandena den här dagen var speciella, och inte minst har det varit en enastående örn: en Muhammed Ali bland örnar." Om örnen fått hjälp av en ovanligt stark uppvind, så blir frågan kanske inte hur mycket vingarna kunnat bära, utan hur stor tyngd örnen orkat hålla fast i sina klor då vinden lyfte den. Enligt Petter Kvalø, som var med då Svanhild räddades, kretsade örnparet över deras huvuden och förde ett förfärligt liv: "Det vi kunde se var att den ena örnen hade skadat sina ben på grund av det tunga lyftet." Benen hängde slappt under kroppen; tydligen hade örnen, enligt Kvalø, förlyft sig. Det har till och med gissats att örnen hindrats från att släppa taget då vinden svepte iväg dem, emedan klorna kan ha fastnat i flickans kläder.
De som anser bortföranden av det här slaget vara möjliga, brukar ofta hänvisa till att det finns en rad vittnesmål från människor som påstår sig ha sett örnar flyga iväg med betydligt tyngre byten än 10 kg. År 1985 påstod till exempel Sigvard Jonsson från Idre sameby att han med egna ögon sett en kungsörn flyga 200 meter med en sex månaders renkalv som vägde mellan 20 och 25 kg. Men i samtliga dessa fall rör det sig om så kallade "anekdotiska" uppgifter; det vill säga enstaka personliga vittnesmål som därmed har låg vetenskapligt tillförlitlighet.

## Svanhild Hartvigsens vittnesmål
Som vuxen gav Svanhild i åtskilliga intervjuer uttryck för djup irritation över att så många fackmän betvivlade vad hon varit med om. "Jag minns ju själv vad jag upplevt", menade hon. Men frågan är förstås hur mycket en vuxen människa kan minnas från så tidiga barnaår.
Enligt Folkestad skulle Svanhild själv på 1960-talet ha erkänt att hon inte kom ihåg någonting av händelsen. Någon källa för denna uppgift lämnar han tyvärr inte, och det kan röra sig om ett missförstånd. Svanhild påstod aldrig att hon kunde minnas något av själva flygfärden. Däremot uppgav hon att hon kom ihåg hur örnen angrep henne, och att hon kastade sten mot den för att freda sig där hon satt på klipphyllan.
Icke desto mindre är det ett faktum att så tidiga minnen måste anses vara ytterst otillförlitliga, eftersom de både kan skapas, formas och förändras genom omgivningens påverkan. Svanhild måste ju under hela sin uppväxt ha hört vuxna berätta historien om hur hon blev tagen av en örn. I skolan fick hon öknamnet "örnungen"; historien om vad som hänt, eller förmodades ha hänt, låg i var mans mun. I längden kan det inte ha varit lätt för Svanhild, fortfarande också bara ett barn, att särskilja sina egna minnen från allt vad hon hört berättas. Mot denna bakgrund är det egentligen anmärkningsvärt att hon aldrig trodde sig minnas själva flygturen, vilken ju ur psykologisk synpunkt ändå måste anses vara den mest dramatiska delen av händelseförloppet: den del till vilken konstruerade minnen lättast skulle ha kunnat fästas. Antagligen svimmade hon av, trodde hon själv, men – om händelsen trots allt är sann – kan förstås chocken då hon flög iväg ha blivit så stark att minnet förträngdes. I vilket fall som helst var hon, enligt egen uppgift, flygrädd livet igenom.

## Lekas kommunvapen

Lekas kommunvapen

För befolkningen på Leka har "ørnerovet" blivit en viktig del av identiteten, vilket tydligt framgick år 2007 då 75-årsminnet av händelsen firades med stor pompa. Klipphyllan, där Svanhild hittades, är numera bemålad med färg så att turister på långt håll kan urskilja platsen. I Lekas kommunvapen glittrar sedan 1989 en bevingad och förgylld örnklo mot röd bakgrund som ett minne av den händelse år 1932 som alla på ön tycks bejaka, men som enligt fågelexperter är omöjlig och därför inte kan ha hänt.